# Roberto Negri
Roberto Negri (Milano, 4 novembre 1940 – Milano, 27 gennaio 2006) è stato un pianista, arrangiatore e compositore italiano.
Artista eclettico, spaziò dalla composizione di musiche per il cabaret all'accompagnamento dei cantanti d'opera, dagli arrangiamenti e la direzione d'orchestra per lo spettacolo televisivo al musical.
Fu per anni il pianista che accompagnava nei concerti di tutto il mondo il tenore Giuseppe Di Stefano.

## Biografia
"Enfant prodige", si diplomò a 16 anni al Conservatorio di Parma. 
Debuttò nel 1956, in occasione dei Pomeriggi Musicali di Milano. 
Si dedicò per diversi anni anche alla musica leggera, con il Clan Celentano, dirigendo l'orchestra al Festival di Sanremo 1970 e collaborando come arrangiatore con molte case discografiche, come la Bentler.
Negli anni '70, per oltre un decennio, fu colonna sonora portante e parte fondamentale dello storico cabaret Derby Club, dove si esibì per accompagnare, commentare e sottolineare i momenti salienti delle varie performance di comici come Teo Teocoli, Massimo Boldi, Gianni Magni e Walter Valdi; per quest'ultimo in particolare curò le musiche e gli arrangiamenti di un doppio CD a lui dedicato, e pubblicato dall'etichetta Riverrecords, che tuttavia il comico, nel frattempo scomparso, non farà in tempo a vedere realizzato.
Accompagnò artisti di fama mondiale come Milly, Milva, Laura Betti, Joséphine Baker e Charles Trenet.
Nel 1976 entrò al Teatro alla Scala di Milano come maestro preparatore, e collaborò con i più grandi direttori. 
Compose musiche, in diversi contesti, per il teatro, come anche per la RAI e per televisioni private; in particolare è sua Saxofono for me, celebre sigla di Drive In scritta in collaborazione con Ezio Greggio, Beppe Recchia e Brick.
Morì il 27 gennaio 2006.

## Vita privata
Nel 1968 sposò Luigia Tencalla, da cui avrà due figli, Simone e Désirée (nati rispettivamente nel 1969 nel 1971).

## Le principali canzoni scritte da Roberto Negri
| Anno | Titolo            | Autori del testo                        | Autori della musica                                    | Interpreti          |
| ---- | ----------------- | --------------------------------------- | ------------------------------------------------------ | ------------------- |
| 1967 | Ho tanta paura    | Domenico Serengay e Luigi Menegazzi     | Roberto Negri e Turi Golino                            | Rogers              |
| 1967 | Lunedì            | Luciano Beretta                         | Roberto Negri e Giuseppe Verdecchia                    | Diego Pepe          |
| 1968 | Vorrei sapere     | Luciano Beretta                         | Roberto Negri                                          | Fabio               |
| 1968 | Cos'è l'amore     | Antonio Marrapodi                       | Roberto Negri e Giuseppe Verdecchia                    | Rogers              |
| 1968 | Viva la notte     | Luciano Beretta e Walmusi               | Roberto Negri, Giuseppe Verdecchia e Raffaele Pintucci | Fabio               |
| 1968 | Non perdono mai   | Domenico Seren Gay e Francesco Specchia | Claudio Cavallaro e Roberto Negri                      | Rogers              |
| 1969 | L'uomo nasce nudo | Miki Del Prete e Luciano Beretta        | Roberto Negri e Giuseppe Verdecchia                    | Adriano Celentano   |
| 1969 | La rivale         | Miki Del Prete e Luciano Beretta        | Roberto Negri e Lorenzo Pilat                          | Katty Line          |
| 1969 | Mani pulite       | Luciano Beretta e Nino Cataldi          | Roberto Negri                                          | Fabio               |
| 1970 | Nevicava a Roma   | Miki Del Prete e Luciano Beretta        | Roberto Negri e Giuseppe Verdecchia                    | Renato Rascel e Pio |
|      | Balla             | Alberto Testa                           | Roberto Negri                                          |                     |

## Discografia

### Album in studio
- 1965 – Ho capito che ti amo (Jaguar, JGR 74009)
- 1965 – Giro del mondo in musica – Una notte in Italia (Jaguar, JGR 74011)
- 1966 – Giro del mondo in musica n° 2 – Una notte a Parigi (Jaguar, JGR 74012)
- 1967 – La nostra musica (Bentler, BE/LP 1008)
- 1969 – Suono e colore (Bentler, BE/LP 1014)
- 1976 – La lunga marcia di Mao Tse Tung (Dischi dello Zodiaco,VPA 8324; con Gigliola Negri)

### Singoli
- 1964 – Pianure/La donna ideale (Surf, PR 104)